# Кошарна Ольга Павлівна
О́льга Павлівна Коша́рна (нар. м. Картали, РРСР, 8 жовтня 1955) — українська хімічна науковиця та експертка у галузі атомної енергетики. Здобула освіту в Московському хіміко-технологічному інституті ім. Менделєєва та звання кандидата хімічних наук у 1985 році. Працювала в різних українських наукових та державних інституціях, спеціалізувалася на питаннях енергетичної безпеки та ядерного регулювання. У 2023 році увійшла до рейтингу Forbes "50 лідерок України"  Співзасновниця ГО «Антикризовий експертний ядерний центр України».

## Освіта
Закінчила Московський хіміко-технологічний інститут ім. Менделєєва в 1978 році (нині — Російський хіміко-технологічний університет ім.)
Вже за 7 років — мінімально можливий строк — у лютому 1985 р. у Москві захистила на здобуття звання кандидата хімічних наук. За версією журналістів-розслідувачів, така швидка наукова кар'єра у радянські часи могла відбутися лише за протекції КДБ.

## Трудова діяльність
Працювала в Росії у закритому НДІ у сфері високомолекулярних сполук. У наукових установах такого профілю розроблялася хімічна зброя, отрути тощо. Діяльність цього та подібних інститутів залишається закритою і досі.
У 1978 році переїхала в Україну.  
Працювала у київському ВНДІ «Хімпроект», який займався виробництвом продуктів побутової хімії, а також тари та упаковки для них.
З 1996 року працювала в українському Міністерстві охорони навколишнього середовища, ядерної безпеки та Державному комітеті ядерного регулювання України.
У 2004 році обійняла посаду провідного наукового працівника Інституту стратегічних досліджень у відділені енергетичної безпеки.  Працювала радницею тимчасової виконувачки обов'язків міністра енергетики Ольги Буславець.
У різні роки працювала на різних посадах в державних та недержавних інституціях. Зокрема, головним консультантом відділу енергетичної та ядерної безпеки Національного інституту стратегічних досліджень при Президентові України, головним науковим співробітником Інституту проблем національної безпеки України, директором з питань інформації та зв'язків з громадськістю Асоціації «Український ядерний форум», експертом в ГО «Асоціація територій зон спостереження АЕС України». Була членкинею Громадської ради при Державному агентстві України з управління зоною відчуження (ДАЗВ), радницею тимчасової виконувачки обов'язків міністра енергетики Ольги Буславець.
Ґрунтовно і послідовно критикувала діяльність керівництва "Енергоатома" у часи, коли до нього входив Андрій Деркач та його помічник Олег Бояринцев.

## Робота в Міненерго
У 2020 році згідно з наказом в.о. міністра енергетики Ольги Буславець увійшла до складу експертної ради Міністерства енергетики України. Також до складу експертної ради увійшли завідувач відділу енергетичної та техногенної безпеки Національного інституту стратегічних досліджень Олександр Суходоля,  начальник відділу з оцінки відповідності (достатності) генеруючих потужностей НЕК «Укренерго» Борис Костюковський;  юрист Олександр Трохимець, директор Приватного підприємства «Науково-технічний центр «Псіхєя» Сергій Сапєгін, голова наглядової ради компанії «Київенерго» Іван Плачков.
У цей період Ольга Кошарна як експертка публічно відстоювала бізнес-інтереси Ріната Ахметов як виробника теплової та "зеленої" електроенергії. Виступала за відновлення проєкту «Енергоміст Україна-ЄС» та дотримання «Енергоатомом» норм і правил ядерної та радіаційної безпеки.

## Виступи в ЗМІ
Ольга Кошарна активно виступає в українських та іноземних ЗМІ як експертка з питань атомної енергетики. До 2013 року її коментарі активно публікували профільні російські ЗМІ. У тому числі у 2012 році давала інтерв'ю сайту Atominfo.ru  
У 2012 році висловлювала повну підтримку проєкту будівництва заводу з виробництва ядерного палива, будівельний майданчик якого відкривали прем'єр-міністр України Микола Азаров та президент «Росатому» Сергій Кірієнко.
Після того, як у 2014 році президентом НАЕК «Енергоатом» було призначено Юрія Недашковського, Кошарна як директор з комунікацій «Українського ядерного форуму» підтримувала всі його проєкти в медійному просторі. Юрій Недашковський відомий тим, що багато років очолював «Енергоатом» завдяки політичному впливу народного депутата та голови комітету Верховної Ради з питань ПЕК Миколи Мартиненка, а також просував в українській атомній галузі інтереси російського «Росатома». Зокрема, за його керівництва «Енергоатом» вів переговори щодо будівництва двох реакторів на Хмельницькій АЕС з чеським виробником Skoda JS, що входить до холдингу «Об'єднані машинобудівні заводи», який належить «Газпрому» через російський «Газпромбанк». 
Після відставки Недашковського у 2019 році Кошарна стала одним з головних публічних критиків нового керівництва «Енергоатома», а також очільника Держатомрегулювання Олега Корікова. 
У період роботи радником Ольги Буславець позиція Ольги Кошарної щодо атомної генерації змінилася на протилежну. Вона виступала за скорочення атомної генерації коштом збільшення генерації на ТЕС та з відновлюваних джерел енергії, адже це відповідало стратегії розвитку компанії ДТЕК. «Зараз виходу іншого немає, аніж скоротити потужності АЕС», «В цій ситуації відключення блоків атомних електростанцій є логічним з точки зору безпеки функціонування об'єднаної енергосистеми», — заявляла Кошарна.
У березні 2022 року розпочався скандал в українських ЗМІ через публічні звинувачення НАЕК «Енергоатом» на адресу Кошарної в її співпраці з ФСБ з метою розхитування ситуації та підриву довіри до керівництва ядерної галузі та послаблення опору співробітників ЗАЕС. Кошарна подала до суду, проте програла, адже суд визнав обґрунтованість звинувачень проти неї. Чи веде СБУ відповідне провадження проти ймовірного агента ФСБ Кошарної, наразі невідомо. 

## Політична діяльність
У 2012 році балотувалася до Верховної Ради України за списком партії Українська національна асамблея (УНА-УНСО). У виборчому списку йшла за номером 7. На першому місці списку стояв Юрій-Богдан Шухевич.

## Особисте життя
Чоловік — кандидат історичних наук, доцент Дергачов Олександр Петрович, працював заступником директора з  наукової роботи Інституту міжнародних відносин КНУ, завідувачем кафедри міжнародної інформації Інституту міжнародних відносин, завідувачем кафедри політології НаУКМА, провідним науковим співробітником Інституту політичних і етнонаціональних досліджень НАН України, головним редактором журналу “Політична думка”. Мають двох дітей. Син, археолог, учасник російсько-української війни з 2015 року, був поранений у 2022 році, нагороджений медаллю «Захиснику Вітчизни». Дочка — кандидат політичних наук. Племінниця Кошарної Тетяна Пітерс володіє галереєю сучасного мистецтва у Генті (Нідерланди).